# لانخارون
بلدية الأنجرون أو لانجرون (بالإسبانية: Lanjarón) (نقحرة: لانخارون) هي بلدية تقع في مقاطعة غرناطة التابعة لمنطقة أندلوسيا جنوب إسبانيا.

## الديموغرافيا
بلغ عدد سكان بلدية الأنجرون 3.859 نسمة عام 2011 (وفقاً للمعهد الوطني الإسباني للإحصاء).
| 3.971 | 3.870 | 3.749 | 3.756 | 3.823 | 3.897 | 3.859 |

## توأمة
لالأنجرون اتفاقيات توأمة مع:
- ألاكواس